# Parc national de Laiwangi Wanggameti
Le parc national de Laiwangi Wanggameti est un parc national indonésien, situé dans le sud de l'île de Sumba, dans les Petites îles de la Sonde. La zone est un des points chauds de la biodiversité mondiale, notamment grâce à son appartenance à la Wallacea ainsi qu'à la proximité du Sundaland au nord-ouest.

## Présentation
Le parc national Laiwangi Wanggameti est un parc exclusivement terrestre ; sa superficie est de 470,14 km2.
Il fut créé en 1998, avec pour objectif de protéger la zone forestière, ainsi que la faune endémique de l'île et du sud des îles de la Sonde. L'animal le plus célèbre du parc est Cacatua sulphurea (en mascotte sur le logo du parc). 

## Historique
Précédant l'indépendance du pays, le relevé des oiseaux de l'île débuta au milieu du XVIIIe siècle. La dénomination du Cacatua sulphurea citrinocristata par Louis Fraser en 1844 et du Larius roratus cornelia par Charles-Lucien Bonaparte en 1853, montre qu'au moins deux naturalistes étudiaient l'oiseau emblématique de Sumban, un siècle avant l'indépendance.
Ernst Mayr fut le dernier chercheur de l'ère pré-indépendance. Il a noté qu'il y avait 121 espèces d'oiseaux sur Sumba.
Après l'indépendance de l'Indonésie, E.R Sutter a effectué une expédition à Sumba en 1949. Cependant, jusqu'à trois décennies plus tard, aucun ornithologue n'a participé à la recherche d'oiseaux sur Sumba.
Ce n'est qu'en 1979 que Joh MacKinnon reprit les enquêtes sur les oiseaux à Sumba, avec pour résultat une liste d'espèces systématiquement documentées. 
Créé en 1998, le parc fut intégré au PN de Manupeu Tana Daru

## Géographie

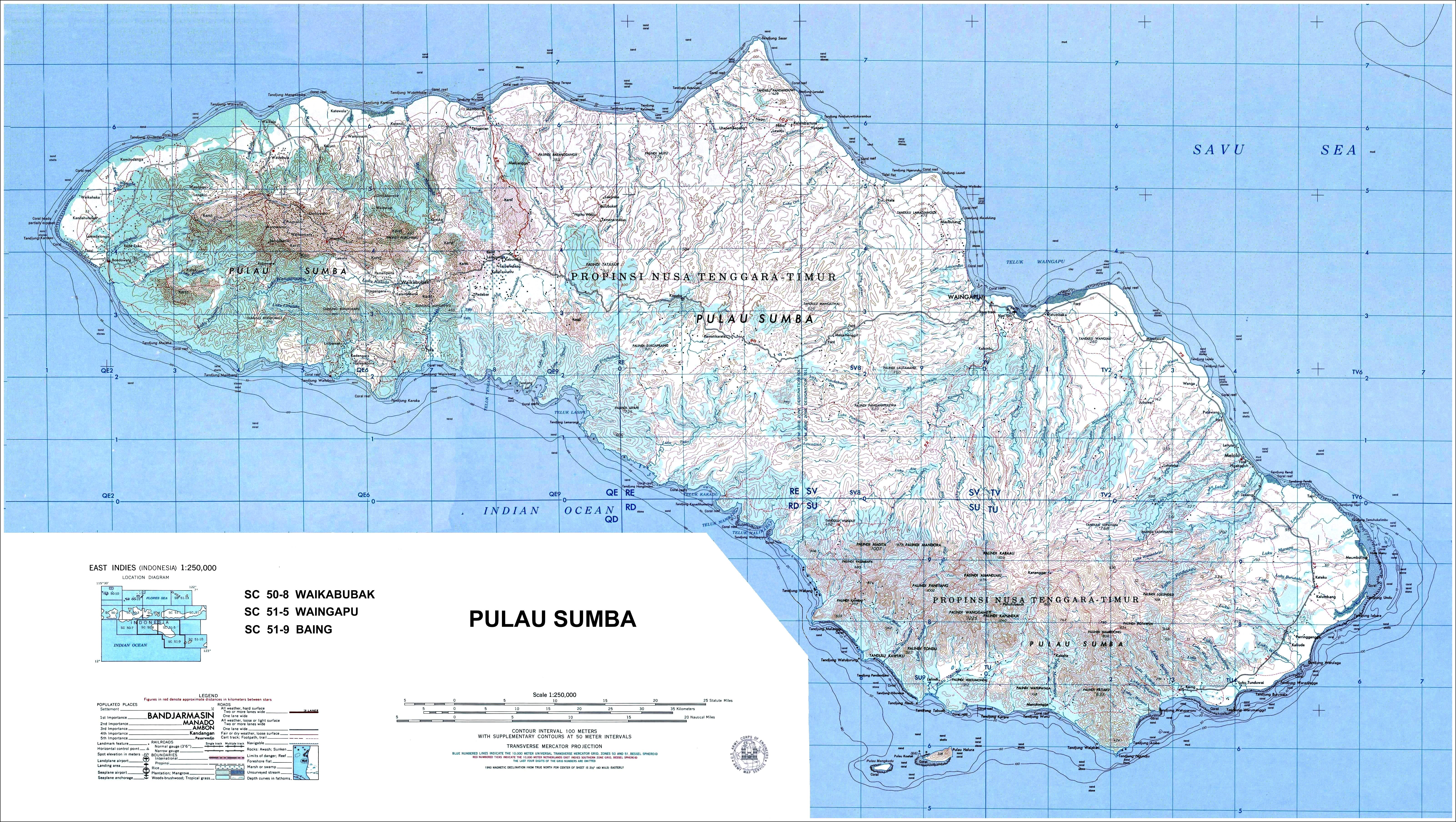
Carte de l'île de Sumba, avec son sommet dans le PN de Laiwangi Wanggameti, au sud-est.

Divisé en deux zones (est et ouest), le parc national est tracé autour du sommet Wanggameti (1 225 m) – le plus haut sommet de l'île – dans sa partie est. Sa géographie est marquée par des reliefs collinaires.
Administrativement, le parc est situé à cheval sur trois districts: Tabundung, Paberiwai et Pinu Pahar. C'est l'un des parcs les plus méridionaux du pays.
De nombreux fleuves côtiers parsèment le parc. Le plus large d'entre eux est le Luku Nggongi, donant lieu à une lagune à son embouchure.

### Hydrologie
La zone, tropicale et de moyenne montagne est très riche en eau. Plusieurs cascades sont présentes dans le parc, dont les chutes Waikanabu, la chute Laputi et la chute de Wanggameti.

### Géologie
La zone compte de nombreuses grottes encore inexplorées. En 2015, le projet universitaire japonais Humba Cave Project mit sur pieds une expédition pour documenter l'exploration de la grotte nommée Humba, dans l'enceinte du parc.

## Climat
L'est de l'île bénéficie d'un climat tropical de savane, selon la classification de Köppen.

## Flore

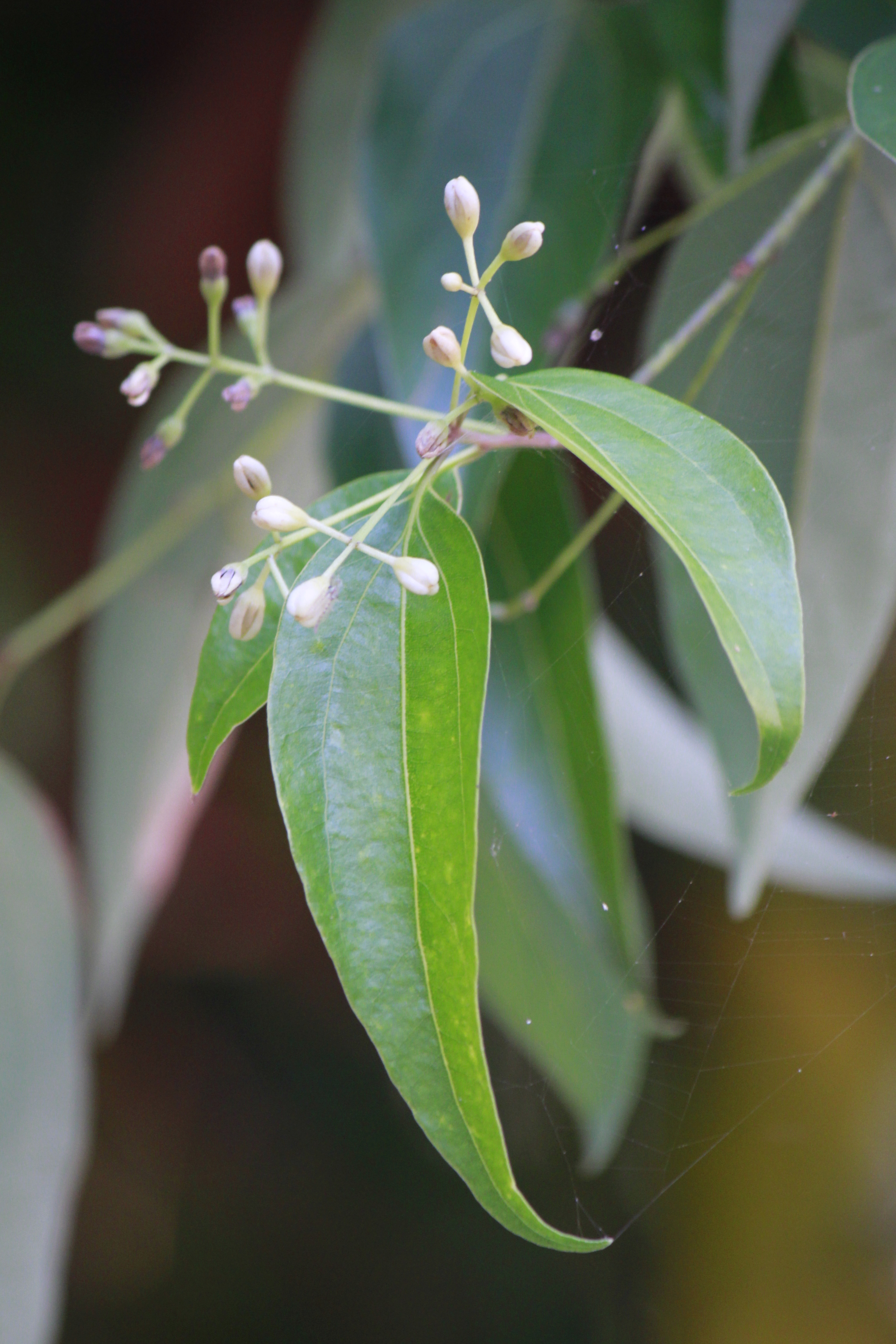
Fleurs et feuilles de Cinnamomum verum
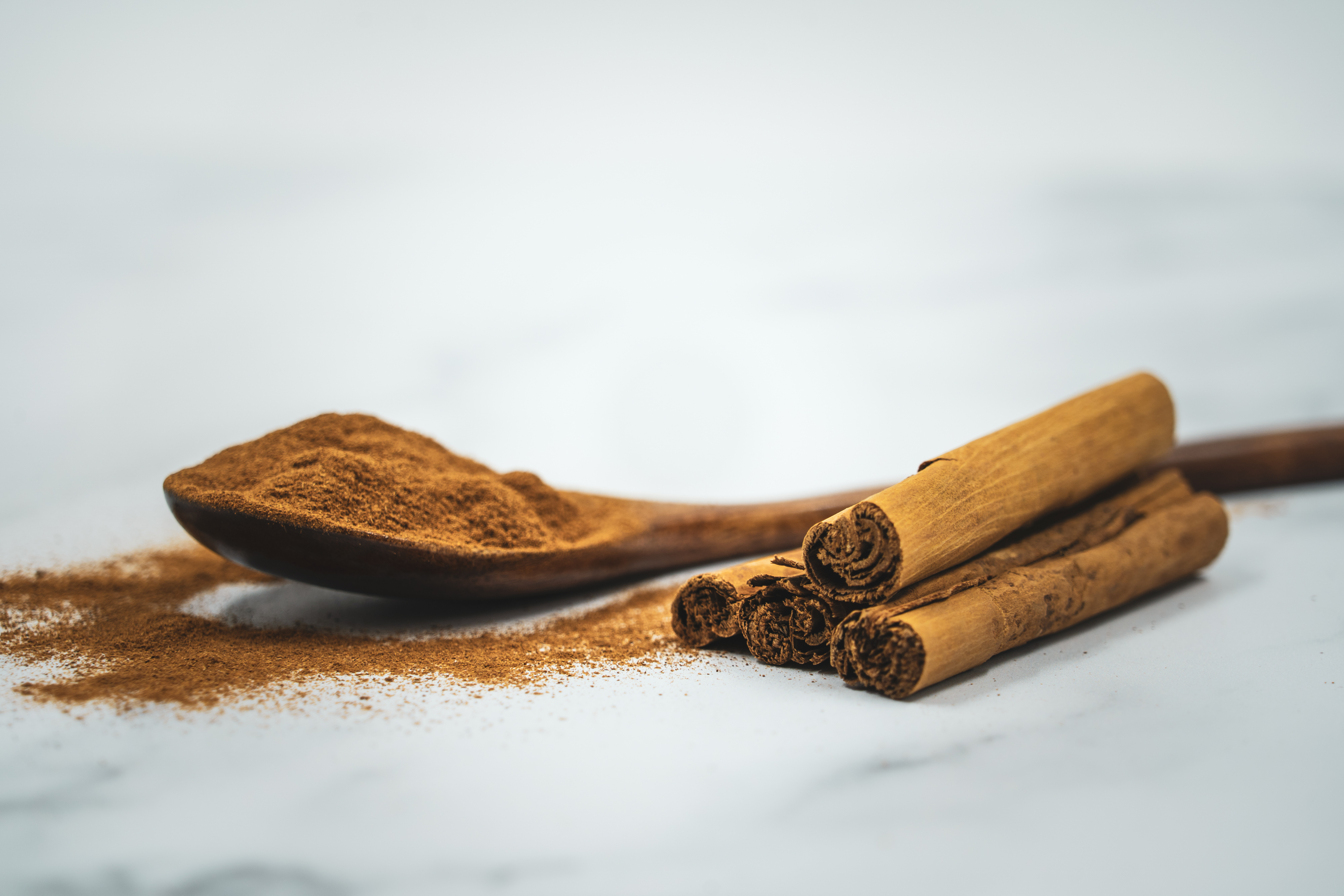
Extraits de l'écorce de Cinnamomum verum (cannelle) ;
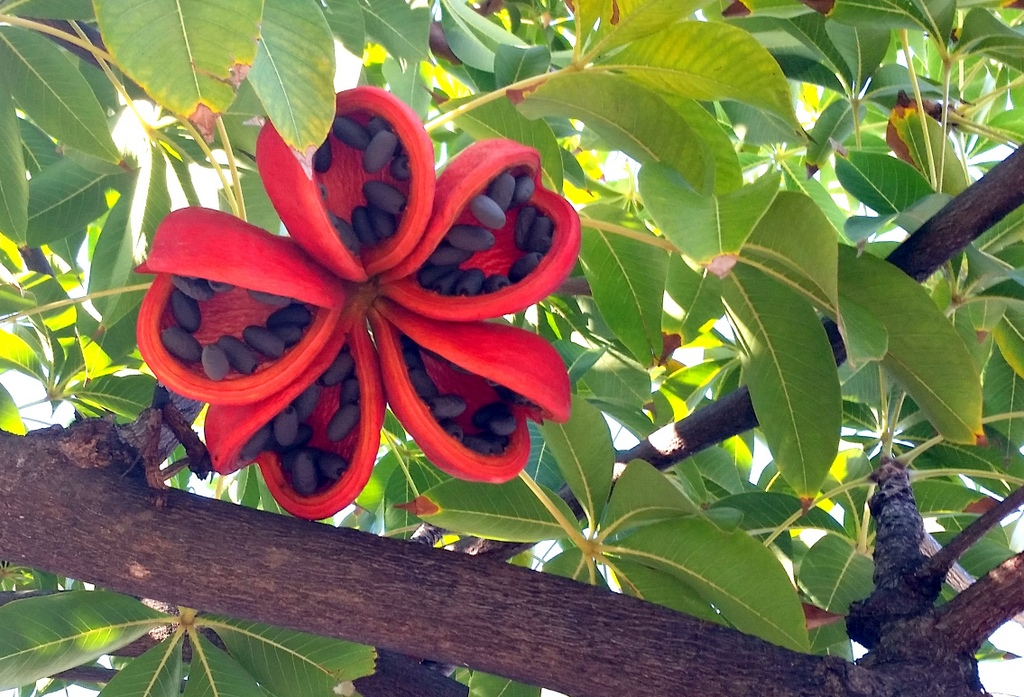
Fruits et feuilles de « l'olivier putois » (Sterculia foetida) ;
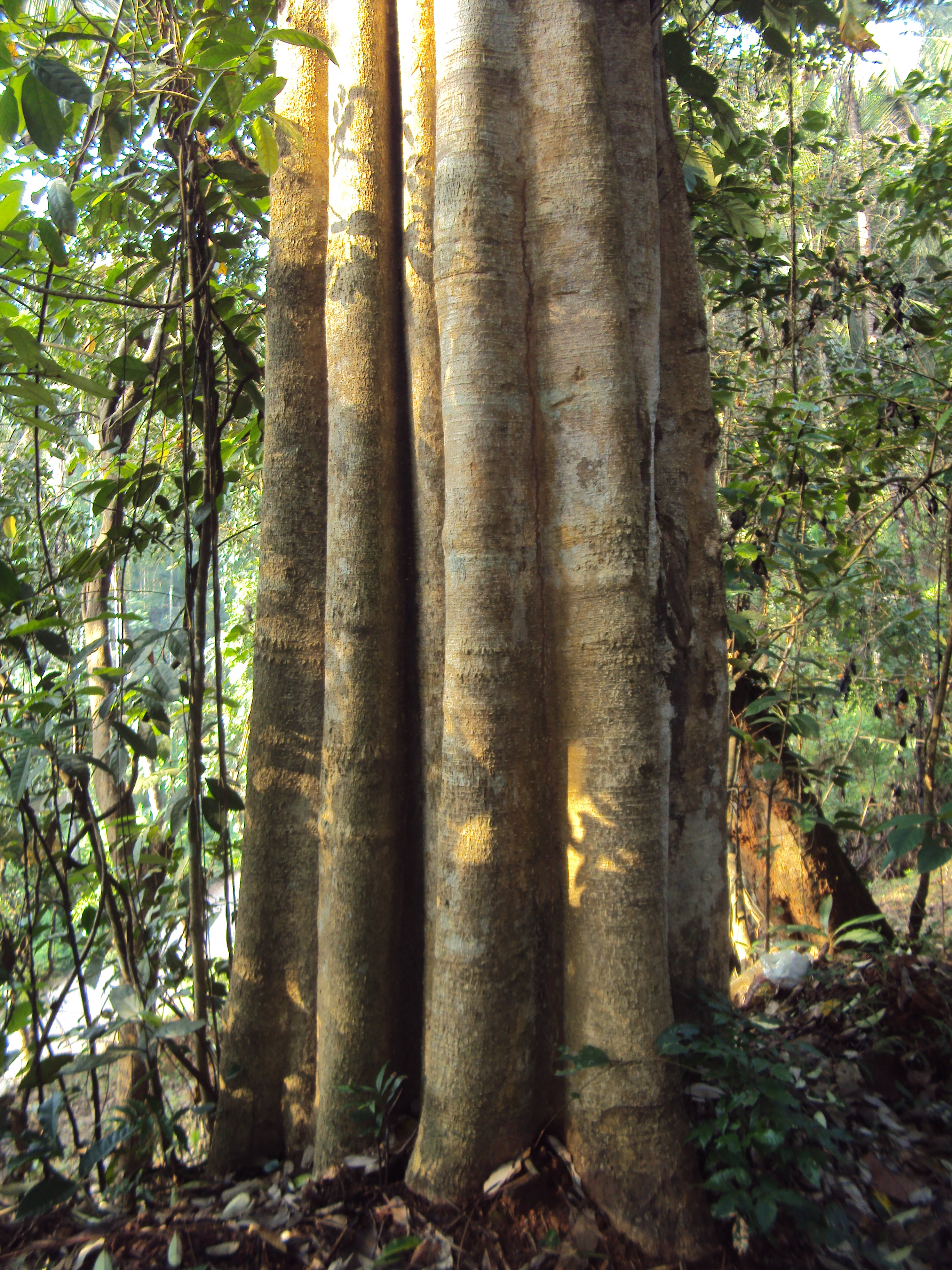
Tronc d'Alstonia scholaris ;
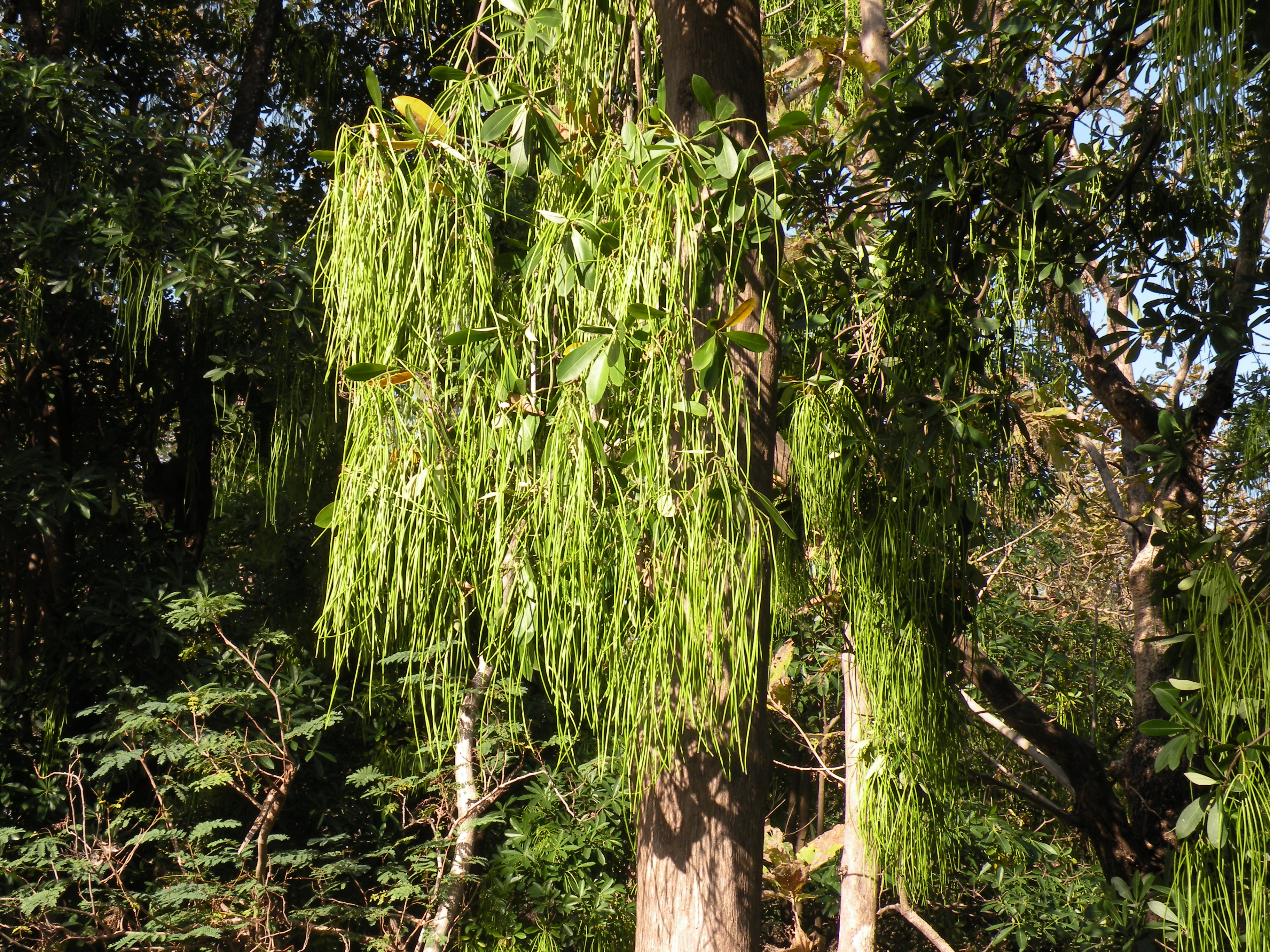
Alstonia scholaris, feuilles et graines.
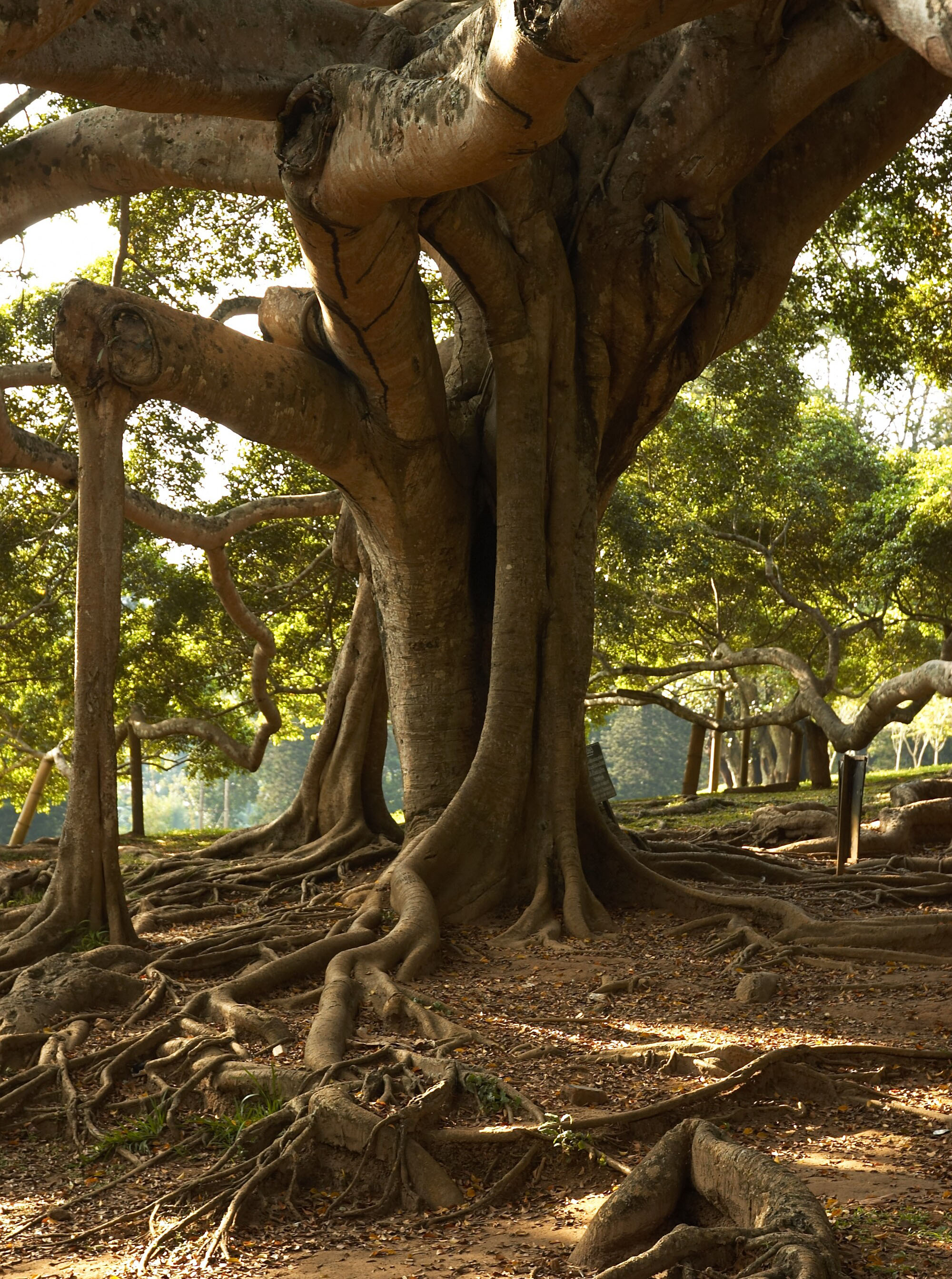
Tronc de Ficus benjamina, appelé localement beringin ;
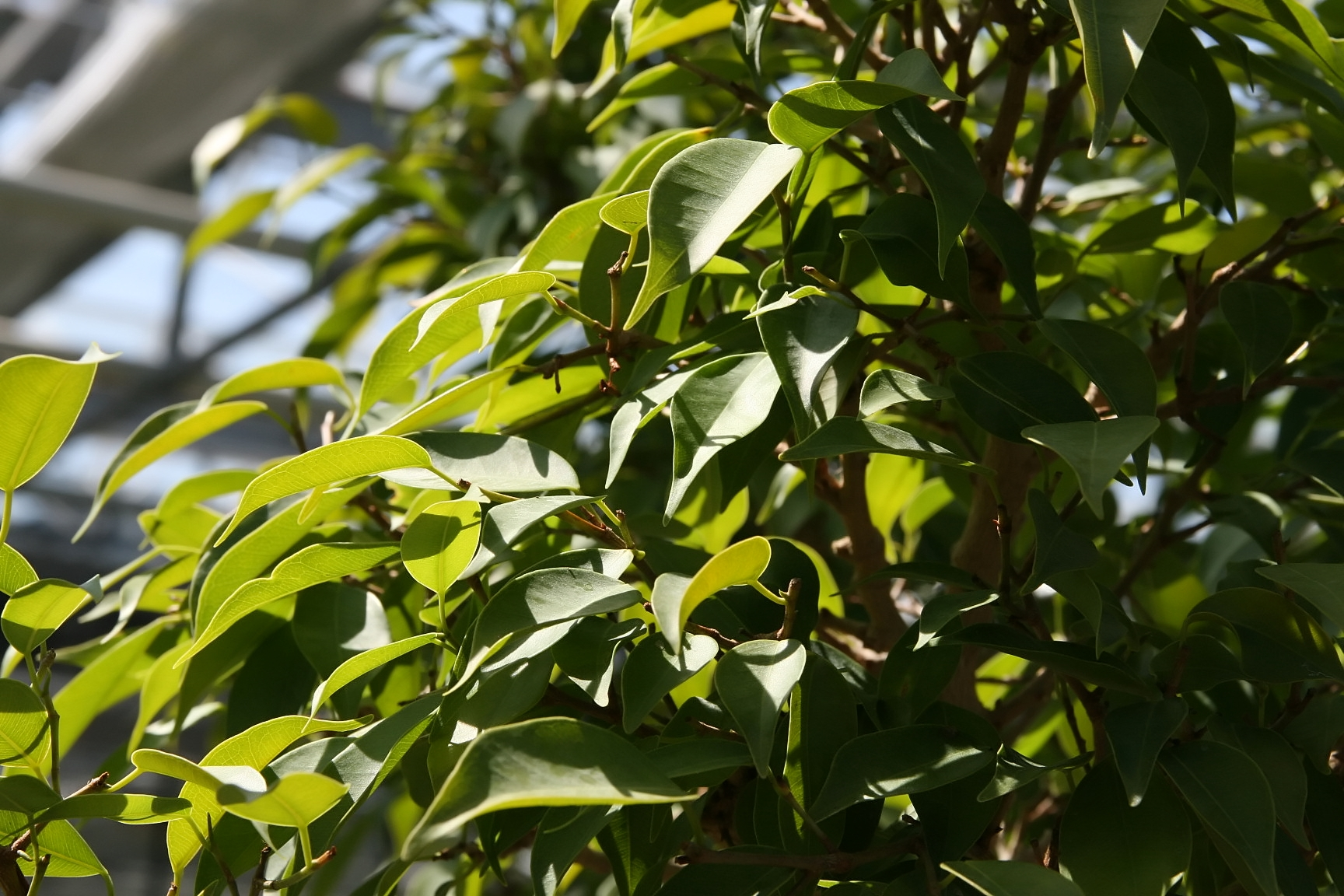
Feuilles de Ficus benjamina.

Grâce à un relief allant de la côte océanique à 1 225 m d'altitude, Le parc présente une grande diversité d'espèces. Parmi les espèces florales endémiques, on trouve le jambu hutan (Syzygium sp.), le pulai (Alstonia scholaris), le beringin (Ficus sp. ), kenari (Canarium oleosum), kayu manis (Cinnamomum zeylanicum), honggi (Myristica littoralis), suren (Toona sureni), taduk (Sterculia foetida), kesambi (Schleichera oleosa) et hangkang (Palaquium obovatum).
Les arbres endémiques sont des pins sauvages. Néanmoins, on trouve aussi du santal, des rotins, des fleurs fétides, des palmiers et des orchidées.

## Faune
Ce parc constitue l'habitat d'animaux sauvages tels que le macaque à longue queue (Macaca fascicularis fascicularis), le cochon sauvage (Sus sp.), le python de Timor (Phyton timorensis) et la sauvagine rouge (Gallus gallus).

### Oiseaux
Le parc compte au moins sept espèces d'oiseaux endémiques, dont le plus emblématique – pour les chercheurs comme pour les touristes – est le cacatoès de Sumban (Cacatua sulphurea citrinocristata).
On y trouve la principale population de tourterelle à nuque rouge (Ptilinopus dohertyi) et plusieurs autres espèces d'oiseaux comme le pigeon vert de Sumba (Treron teysmannii), la caille de Sumba (Turnix everetti), un lori (Lorius domicella), l'attrape-mouches de Sumba (Ficedula harterti), l'Échenilleur de Sumba (Coracina dohertyi) et l'oiseau soleil à poitrine abricot (Nectarinia buettikoferi).

### Insectes
On y trouve environ 43 espèces de papillons, certains d'entre eux sont endémiques comme l'oiseau halipron (Troides haliphron naias), Elimnias amoena, Sumalia chilo, Ideopsis oberthurii, et Athyma karita.

### Galerie

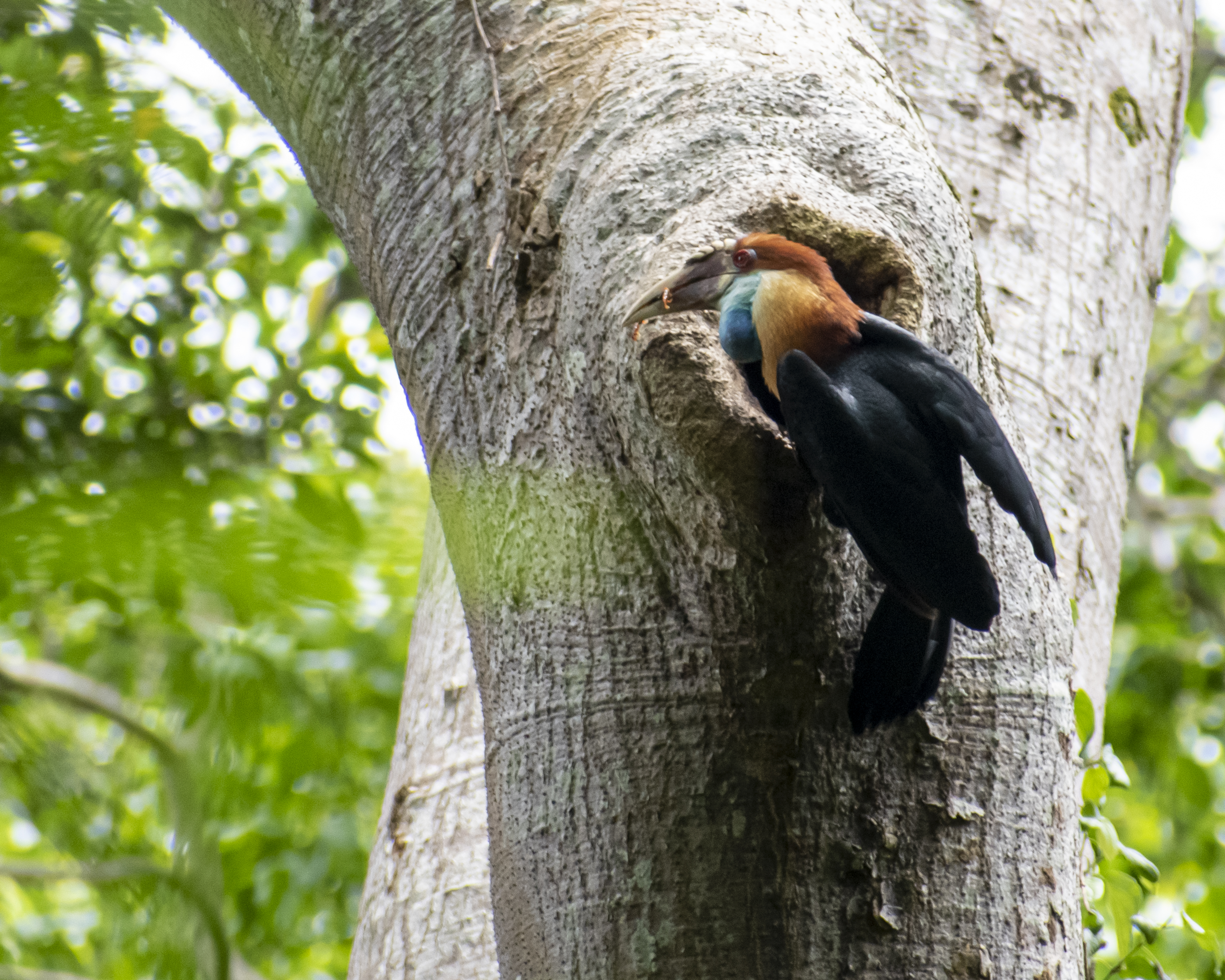
Les calaos sont emblématiques du Wanggameti ;
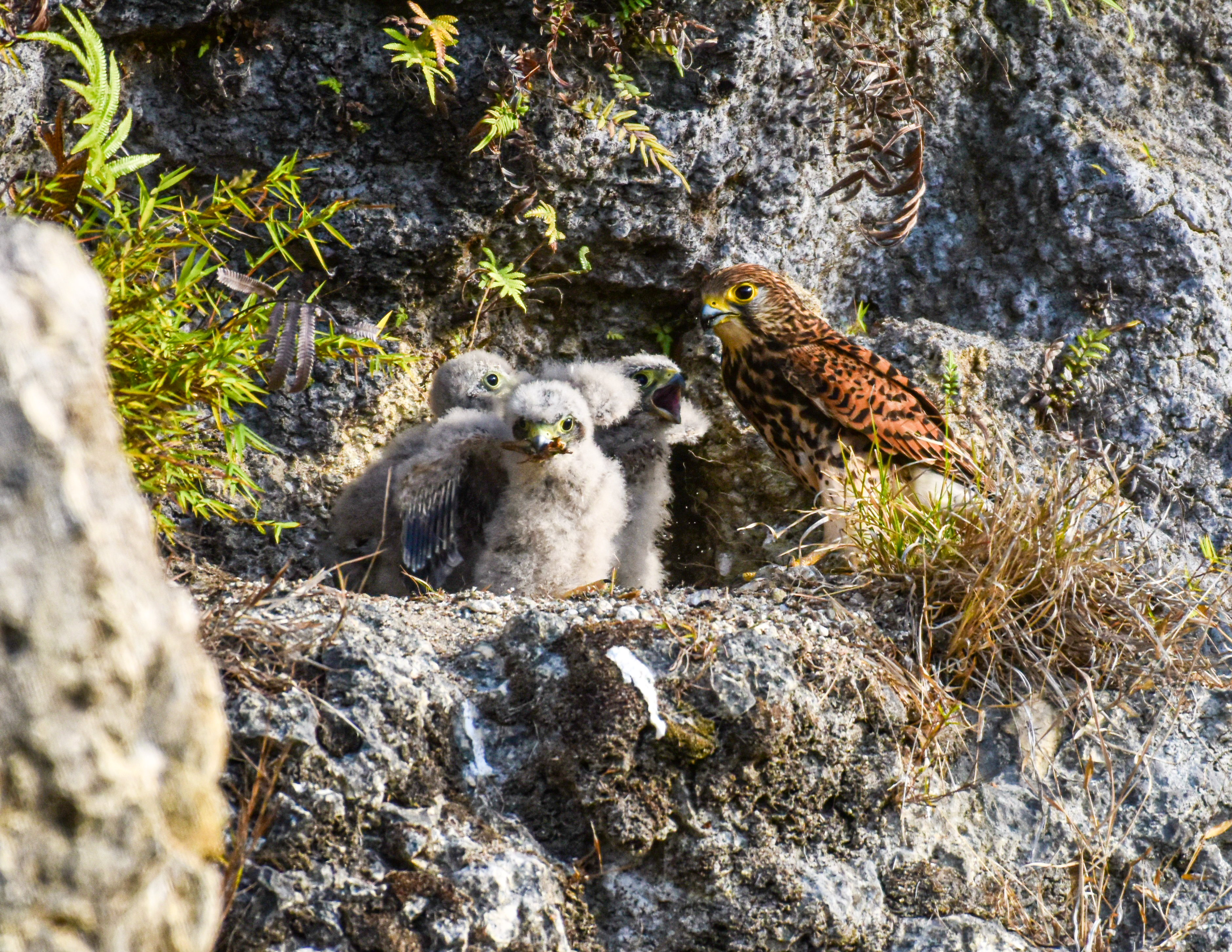
Les oiseaux de la famille des Falconidae sont connus par les habitants de l'est de Sumba sous le nom de «Kapaha». L'Alap-alap sapi (Falco moluccensis) est un rapace de petite taille et ceux de l'île de Sumba sont une sous-espèce de «microbalius» ;
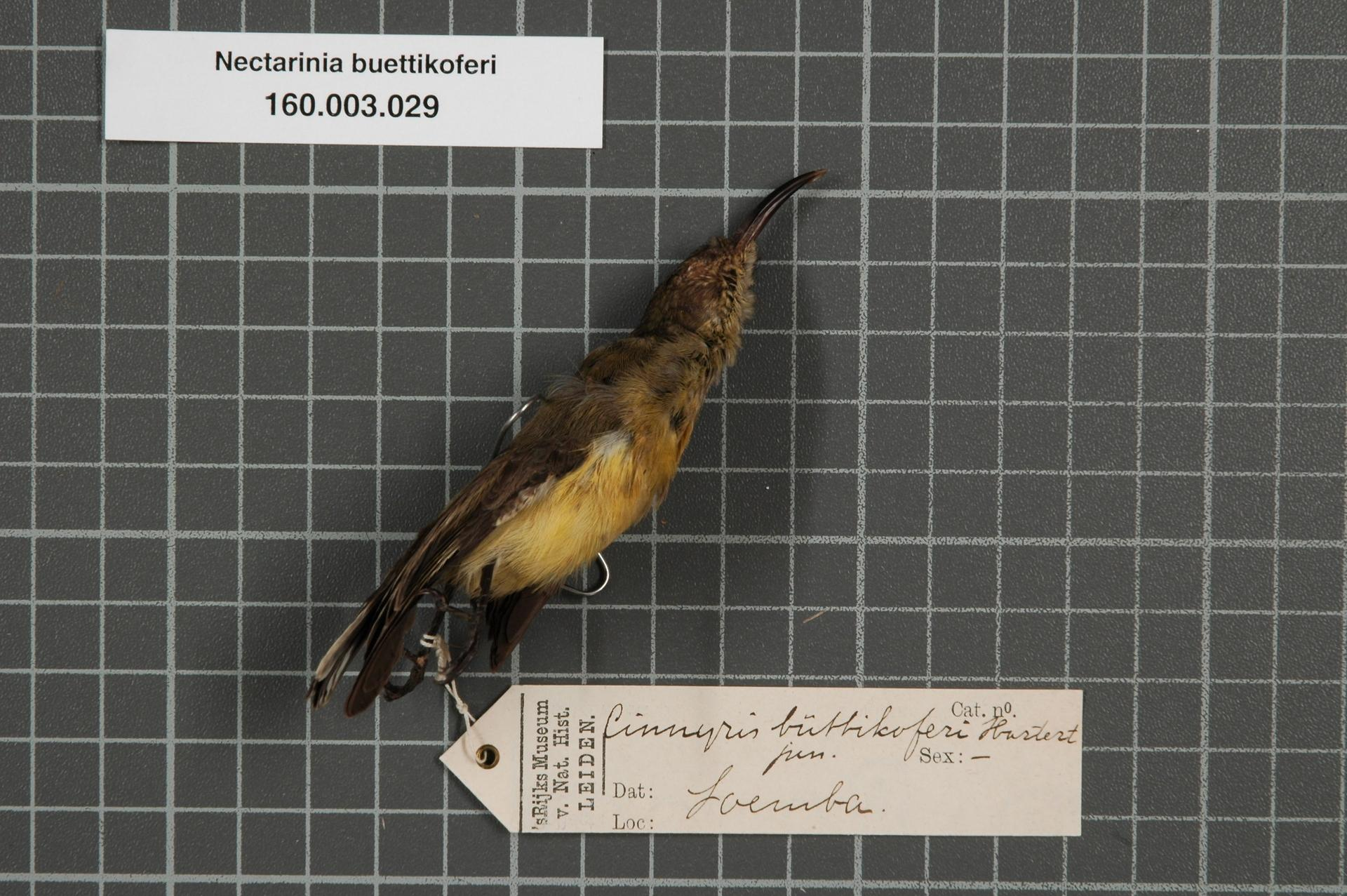
Nectarinia buettikoferi (Hartert, 1896) ;
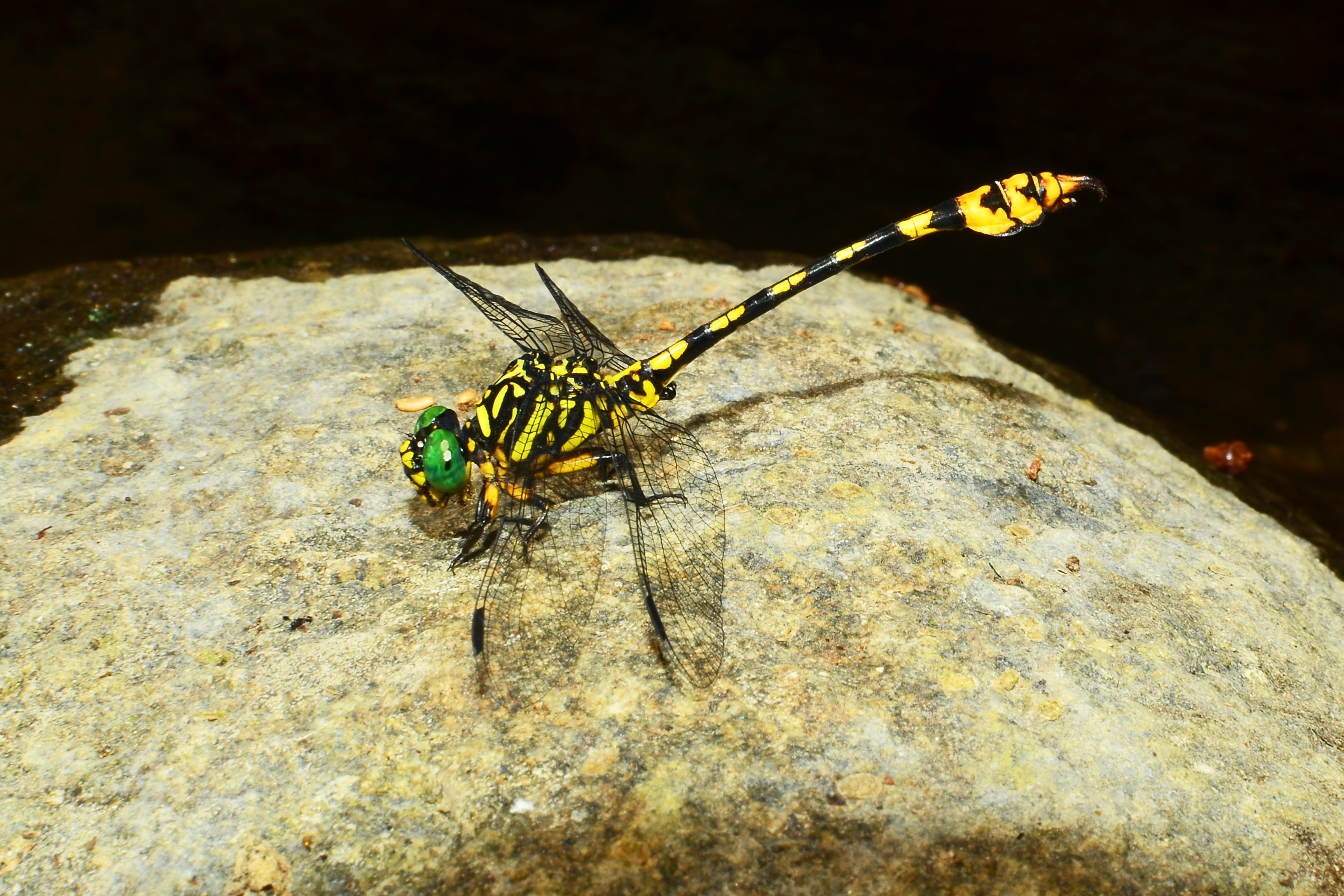
Paragomphus tachyerges, endémique de l'île de Sumba ;
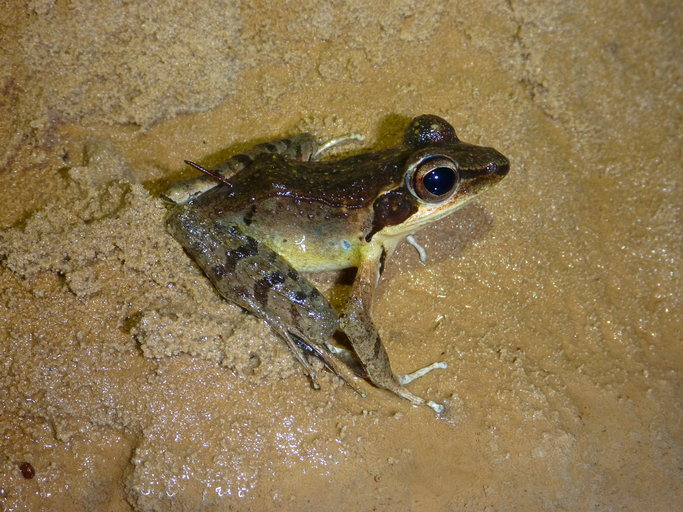
Hylarana elberti ;
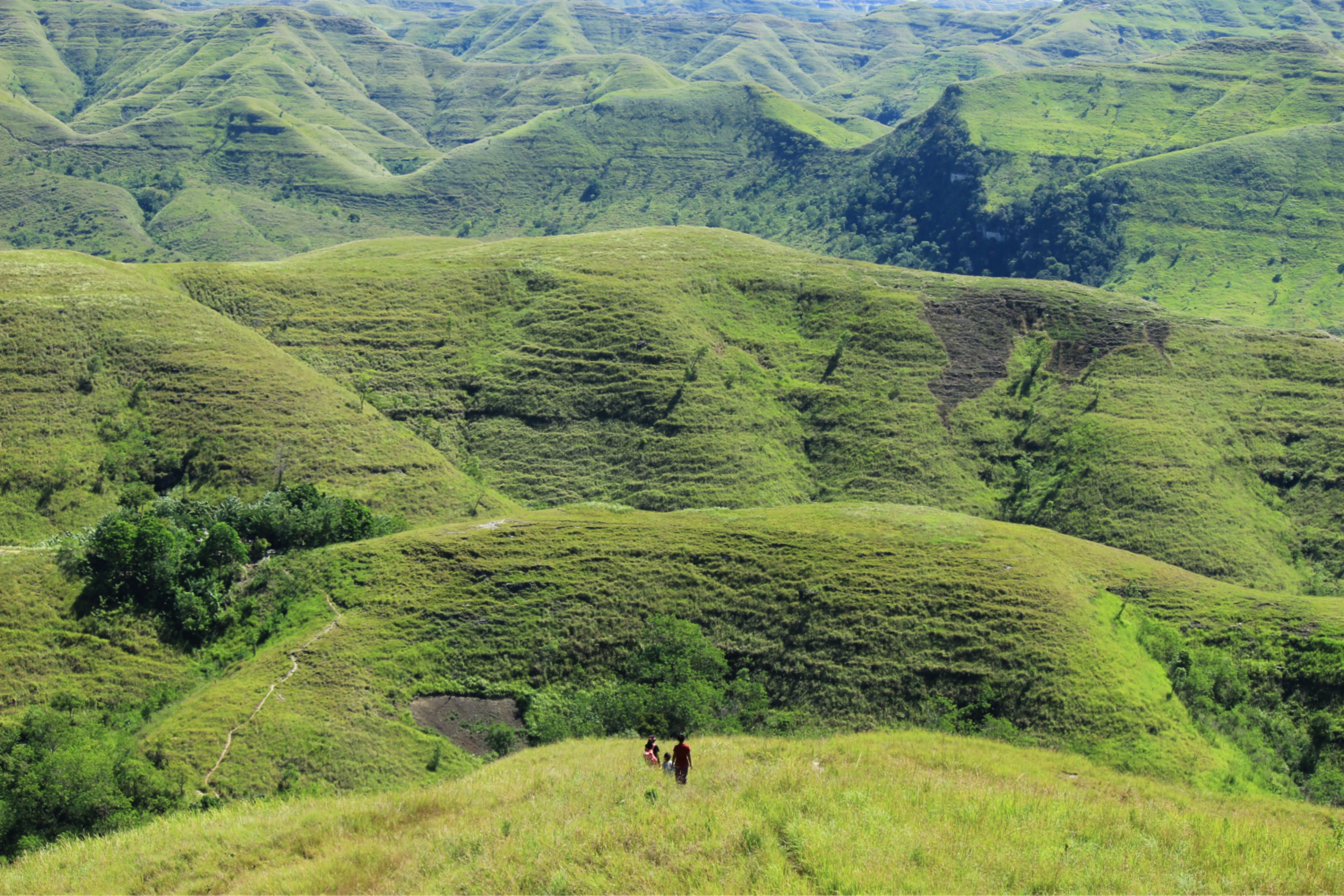
Paysage typique autour du parc.

## Patrimoine culturel

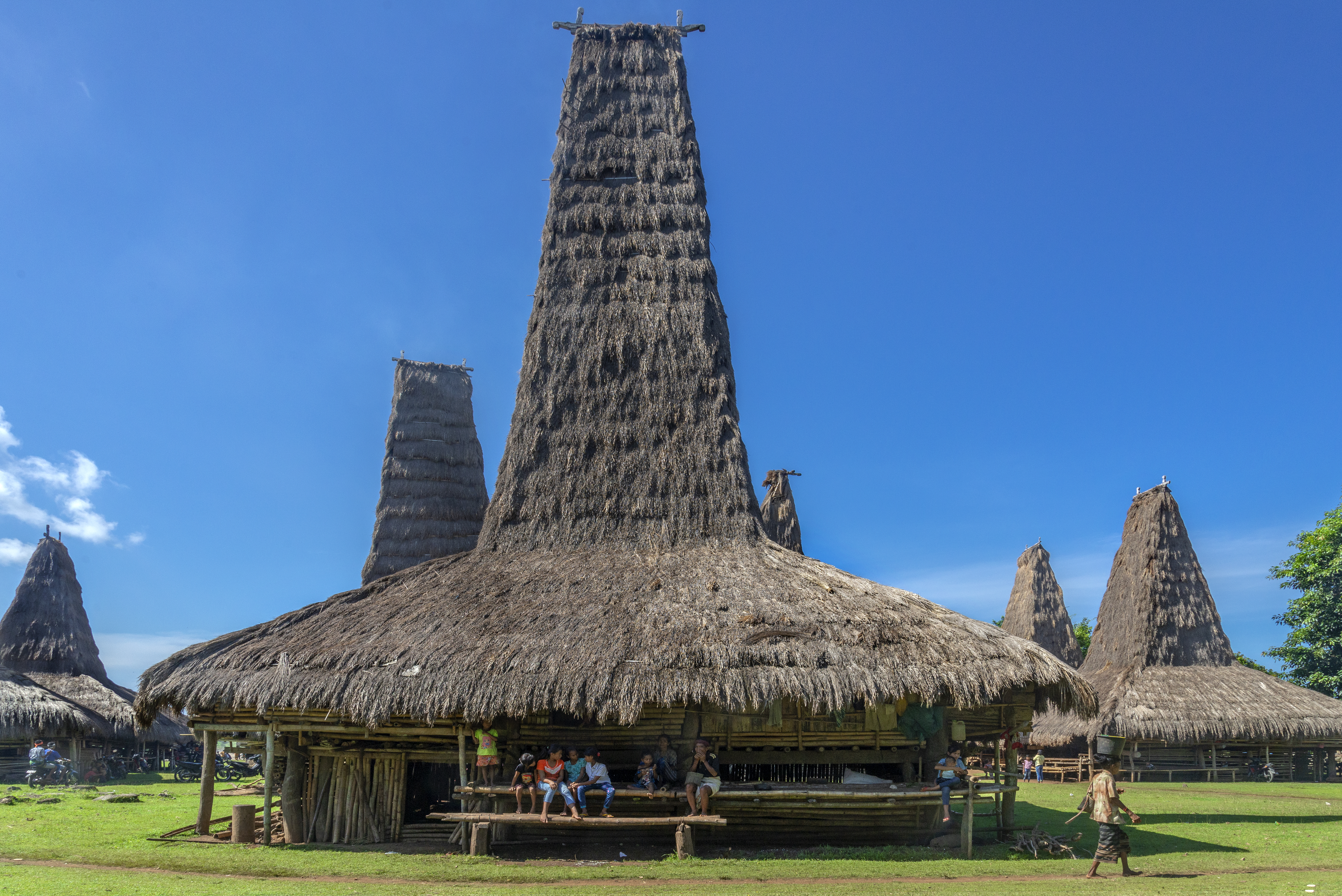
Habitat traditionnel (Uma Bbatangu).

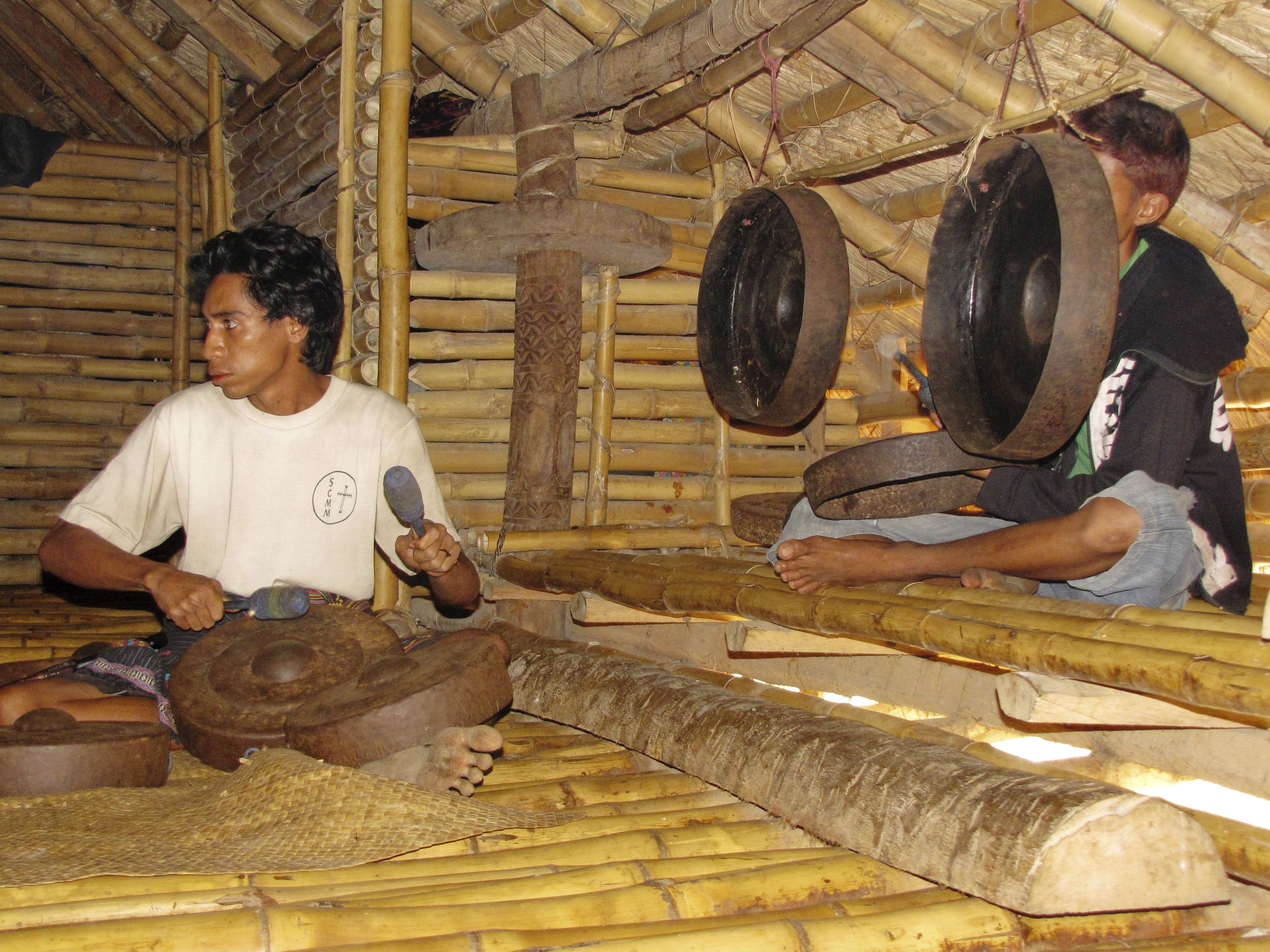
Pratique du Gamelan dans une maison traditionnelle de l'île.

La présence humaine ancienne avérée (Néolithique) a laissé des traces dans et à proximité du parc national. On y trouve des monolithes taillés et des sites funéraires, de nombreuses tombes anciennes gravées de motifs de chevaux, de bisons, d'hommes et de femmes. Ces tombes indiquent notamment le statut social de la famille concernée.

## Tourisme
Le tourisme y est encore peu développé, avec des visiteurs encore principalement indonésiens et locaux.
La meilleure période pour visiter la zone se situe entre mars et juin. Alternativement, on pourra apprécier le climat entre octobre et décembre lorsque la mousson est finie. Observer la faune et la flore est une chose essentielle, mais visiter les attractions naturelles comme la chute de Laputi est un plus pour tout visiteur.